# Serramezzana
Serramezzana község (comune) Olaszország Campania régiójában, Salerno megyében.

## Fekvése
A megye nyugati részén fekszik. Határai: Montecorice, Perdifumo, San Mauro Cilento és Sessa Cilento.

## Története
Első említése 1073-ból származik. A következő századokban nemesi birtok volt. A 19. században nyerte el önállóságát, amikor a Nápolyi Királyságban felszámolták a feudalizmust.

## Népessége
A népesség számának alakulása:

## Főbb látnivalói
- Palazzo Baronale
- San Nicola-templom